# 9e cérémonie des Austin Film Critics Association Awards
La 9e cérémonie des Austin Film Critics Association Awards (AFCA Awards), décernés par l'Austin Film Critics Association, a eu lieu le 17 décembre 2013, et a récompensé les films réalisés dans l'année,.

## Palmarès

### Top 10
1. Her
2. Twelve Years a Slave
3. Gravity
4. Le Loup de Wall Street (The Wolf of Wall Street)
5. Inside Llewyn Davis
6. States of Grace (Short Term 12)
7. Mud : Sur les rives du Mississippi (Mud)
8. Before Midnight
9. Dallas Buyers Club
10. Capitaine Phillips (Captain Phillips)

### Catégories
- Meilleur film :
  - Her

- Meilleur réalisateur :
  - Alfonso Cuarón pour Gravity

- Meilleur acteur :
  - Chiwetel Ejiofor pour le rôle de Solomon Northup dans Twelve Years a Slave

- Meilleure actrice :
  - Brie Larson pour le rôle de Grace dans States of Grace (Short Term 12)

- Meilleur acteur dans un second rôle :
  - Jared Leto pour le rôle de Rayon dans Dallas Buyers Club

- Meilleure actrice dans un second rôle :
  - Lupita Nyong'o pour le rôle de Patsey dans Twelve Years a Slave

- Révélation de l'année :
  - Brie Larson pour le rôle de Grace dans States of Grace (Short Term 12)

- Meilleur premier film :
  - Ryan Coogler – Fruitvale Station

- Meilleur scénario original :
  - Her – Spike Jonze

- Meilleur scénario adapté :
  - Twelve Years a Slave – John Ridley

- Meilleure photographie :
  - Gravity – Emmanuel Lubezki

- Meilleure musique de film :
  - Her – Arcade Fire

- Meilleur film en langue étrangère :
  - La Vie d'Adèle  France  Belgique  Espagne

- Meilleur film d'animation :
  - La Reine des neiges (Frozen)

- Meilleur film documentaire :
  - The Act of Killing (Jagal)

- Austin Film Award :
  - Before Midnight

- Special Honorary Award :
  - Scarlett Johansson pour son incroyable performance dans Her